# Мерксгайм
Мерксгайм (нім. Merxheim) — громада в Німеччині, розташована в землі Рейнланд-Пфальц. Входить до складу району Бад-Кройцнах. Складова частина об'єднання громад Бад-Зобернгайм.
Площа — 17,05 км2. Населення становить 1380 ос. (станом на 31 грудня 2020).